# ATPAF2
ATPAF2 (англ. ATP synthase mitochondrial F1 complex assembly factor 2) – білок, який кодується однойменним геном, розташованим у людей на короткому плечі 17-ї хромосоми. Довжина поліпептидного ланцюга білка становить 289 амінокислот, а молекулярна маса — 32 772.
| 10         |  | 20         |  | 30         |  | 40         |  | 50         |
| ---------- |  | ---------- |  | ---------- |  | ---------- |  | ---------- |
| MWRSCLRLRD |  | GGRRLLNRPA |  | GGPSASMSPG |  | PTIPSPARAY |  | APPTERKRFY |
| QNVSITQGEG |  | GFEINLDHRK |  | LKTPQAKLFT |  | VPSEALAIAV |  | ATEWDSQQDT |
| IKYYTMHLTT |  | LCNTSLDNPT |  | QRNKDQLIRA |  | AVKFLDTDTI |  | CYRVEEPETL |
| VELQRNEWDP |  | IIEWAEKRYG |  | VEISSSTSIM |  | GPSIPAKTRE |  | VLVSHLASYN |
| TWALQGIEFV |  | AAQLKSMVLT |  | LGLIDLRLTV |  | EQAVLLSRLE |  | EEYQIQKWGN |
| IEWAHDYELQ |  | ELRARTAAGT |  | LFIHLCSEST |  | TVKHKLLKE  |  |            |

A: Аланін

C: Цистеїн

D: Аспарагінова кислота

E: Глутамінова кислота

F: Фенілаланін

G: Гліцин

H: Гістидин

I: Ізолейцин

K: Лізин

L: Лейцин

M: Метіонін

N: Аспарагін

P: Пролін

Q: Глутамін

R: Аргінін

S: Серин

T: Треонін

V: Валін

W: Триптофан

Кодований геном білок за функцією належить до шаперонів. 
Локалізований у мітохондрії.